# سيلبرتي للرحلات البحرية
سيلبرتي للرحلات البحرية (بالإنجليزية: Celebrity Cruises) هي شركة خطوط بحرية للسفن السياحية مقرها في ميامي، فلوريدا. وهي شركة تابعة لمجموعة رويال كاريبيان، نشأت في عام 1988 بواسطة مجموعة شاندريس اليونانية قبل أن تندمج وتنتقل ملكيتها بشكل كامل إلى مجموعة رويال كاريبيان في عام 1997.

## لمحة تاريخية
تأسست شركة سيلبرتي للرحلات البحرية في أبريل 1988 كشركة تابعة لمجموعة شاندريس ومقرها اليونان لتشغيل سفن الرحلات البحرية الفاخرة إلى برمودا. نشطت شاندريس في قطاع الرحلات البحرية منذ الستينيات،  وخلال أواخر الثمانينيات، عملت الشركة في سوق الولايات المتحدة تحت الاسم التجاري شاندريس للرحلات البحرية. استهدفت الشركة الفئة الأدنى من سوق ركاب الرحلات البحرية، بأساطيل تتكون من سفن مستعملة.
وُلدت شركة سيلبرتي للرحلات البحرية عندما تم بيع شركة هوم لاينز في أبريل 1988، والتي كانت في ذلك الوقت واحدة من خطوط الرحلات البحرية الرائدة في العالم. كانت سفن هوم لاينز قد تحصلت على عقدين من العقود الخمسة التي قدمتها حكومة برمودا لخطوط الرحلات البحرية، مما يمنح السفن الأولوية في رسو السفن والوصول غير المحدود إلى جزر برمودا بين أبريل وأكتوبر من كل عام. على الرغم من أن هذه العقود كانت ذات قيمة عالية، قررت الشركة المالكة لسفن هوم لاينز سحب سفنها من هذه الخدمة، تاركًة المجال لسفينتين جديدتين للوصول. أرادت شركة شاندريس الحصول على تلك العقود، لكن حكومة برمودا كانت على استعداد لمنحها فقط لخطوط الرحلات البحرية الفاخرة. 
ولذا أنشأت شاندريس شركة سيلبرتي للرحلات البحرية وبدأت على الفور التفاوض مع حكومة برمودا في أبريل 1988. ونتيجة للمفاوضات تم منح شركة سيلبرتي للرحلات البحرية اتفاقية لتشغيل سفينتين لمدة خمس سنوات تبدأ في عام 1990. أعيد تحديث عدد من السفن التابعة للشركة من أجل الوفاء بالاتفاقية.
في عام 1997 باعت عائلة شاندريس حصصها في سيلبرتي للرحلات البحرية إلى رويال كاريبيان للرحلات البحرية ونتج عن ذلك تأسيس كيان أكبر باسم رويال كاريبيان للرحلات البحرية المحدودة (تغير لاحقًا إلى اسم مجموعة رويال كاريبيان) كشركة قابضة للإبقاء على كلتا العلامتين التجاريتين منفصلتين، وإعادة تسمية رويال كاريبيان للرحلات البحرية إلى رويال كاريبيان إنترناشيونال.

## السفن السياحية
قائمة بأسماء الأسطول الحالي من السفن السياحية:
| السفينة               | العام                 | السعة                 | الحمولة               | العلم                 | ملاحظات                                                             | صورة                  |
| فئة ملينيوم (آر كلاس) | فئة ملينيوم (آر كلاس) | فئة ملينيوم (آر كلاس) | فئة ملينيوم (آر كلاس) | فئة ملينيوم (آر كلاس) | فئة ملينيوم (آر كلاس)                                               | فئة ملينيوم (آر كلاس) |
| --------------------- | --------------------- | --------------------- | --------------------- | --------------------- | ------------------------------------------------------------------- | --------------------- |
| سيلبرتي ملينيوم       | 2000                  | 2,137                 | 91٬000 GT             | مالطا                 | سابقا بإسم ملينيوم, . آخر تجديد في 2019.                            |                       |
| سيلبرتي إنفينيتي      | 2001                  | 2,170                 | 91٬000 GT             | مالطا                 | سابقا بإسمإنفينيتي آخر تجديد في 2021                                |                       |
| سيلبرتي سوميت         | 2001                  | 2,158                 | 91٬000 GT             | مالطا                 | سابقا بإسم سوميت, . آخر تجديد في 2019.                              |                       |
| سيلبرتي كونستلايشن    | 2002                  | 2,170                 | 91٬000 GT             | مالطا                 | سابقا كونستلايشن, .                                                 |                       |
| فئة سولستيك (آر كلاس) |                       |                       |                       |                       |                                                                     |                       |
| سيلبرتي سولستيك       | 2008                  | 2,850                 | 121٬878 GT            | مالطا                 | السفينة الأم ضمن فئة سولستيك. آخر تجديد في 2021                     |                       |
| سيلبرتي اكوينكس       | 2009                  | 2,850                 | 121٬878 GT            | مالطا                 | آخر تجديد في 2019.                                                  |                       |
| سيلبرتي إكليبس        | 2010                  | 2,850                 | 121٬878 GT            | مالطا                 |                                                                     |                       |
| سيلبرتي سالوت         | 2011                  | 2,886                 | 122٬210 GT            | مالطا                 | آخر تجديد في 2020.                                                  |                       |
| سيلبرتي ريفليكشن      | 2012                  | 3,046                 | 125٬366 GT            | مالطا                 |                                                                     |                       |
| فئة إيدج              |                       |                       |                       |                       |                                                                     |                       |
| سيلبرتي إيدج          | 2018                  | 2,918                 | 130٬818 GT            | مالطا                 | السفينة الأولى ضمن الفئة.                                           |                       |
| سيلبرتي إيبكس         | 2020                  | 2,918                 | 130٬818 GT            | مالطا                 | السفينة الأم للأسطول (حاملة العلم)                                  |                       |
| سيلبرتي بيوند         | 2021                  | 3937                  | 141٬420 GT            | مالطا                 | أكبر سفينة ضمن الأسطول.                                             |                       |
| فئة إكسبيدشن          |                       |                       |                       |                       |                                                                     |                       |
| سيلبرتي إكسبيدشن      | 2001                  | 48                    | 2٬842 GT              | إكوادور               | تم تخفيض السعة من 100 راكب إلى 48.                                  |                       |
| سيلبرتي إكسبلوريشن    | 2017                  | 16                    | 3٬195 GT              | إكوادور               | تم تشغيلها سابقا مع خطوط أوشن اجفينتشرز بإسم اثالا II حتى عام 2016. |                       |
| سيلبرتي فلورا         | 2019                  | 100                   | 5٬739 GT              | إكوادور               | [ 13 ]                                                              |                       |

## وصلات خارجية
- الموقع الرسمي